# توزیع باکس–کاکس
توزیع باکس-کاکس با توزیع نمایی-نرمال توزیع یک متغیر تصادفی است که متغیر تصادفی به همراه تبدیل باکس-کاکس از توزیع نرمال برش یافته پیروی کند.تایع چگالی احتمال به صورت زیر است:
{\displaystyle f(y)={\frac {1}{\left(1-I(f<0)-\operatorname {sgn}(f)\Phi (0,m,{\sqrt {s}})\right){\sqrt {2\pi s^{2}}}}}\exp \left\{-{\frac {1}{2s^{2}}}\left({\frac {y^{f}}{f}}-m\right)^{2}\right\}}